# Bazil Dumitrean
Bazil Dumitrean (n. 16 aprilie 1940 - d. 15 iunie 2015) a fost un deputat român în legislatura 1996-2000, ales în județul Alba pe listele partidului PNȚCD. Bazil Dumitrean a fost de profesie medic.